# Ньюпорт Тауншип (округ Лузерн, Пенсільванія)
Ньюпорт Тауншип (англ. Newport Township) — селище (англ. township) в США, в окрузі Лузерн штату Пенсільванія. Населення — 4433 особи (2020).

## Демографія
Згідно з переписом 2010 року, у селищі мешкали 5374 особи в 1758 домогосподарствах у складі 1116 родин. Було 2144 помешкання
Расовий склад населення:
| - 84,6 % — білих - 11,4 % — чорних або афроамериканців - 0,3 % — азіатів - 0,1 % — корінних американців - 2,6 % — осіб інших рас |

До двох чи більше рас належало 1,2 %. Частка іспаномовних становила 4,3 % від усіх жителів.
За віковим діапазоном населення розподілялося таким чином: 16,4 % — особи молодші 18 років, 68,4 % — особи у віці 18—64 років, 15,2 % — особи у віці 65 років та старші. Медіана віку мешканця становила 39,7 року. На 100 осіб жіночої статі у селищі припадало 140,9 чоловіків;  на 100 жінок у віці від 18 років та старших — 151,5 чоловіків також старших 18 років.
Середній дохід на одне домашнє господарство  становив 49 312 долари США (медіана — 40 205), а середній дохід на одну сім'ю — 57 553 долари (медіана — 49 107). Медіана доходів становила 36 429 доларів для чоловіків та 31 941 долар для жінок. За межею бідності перебувало 23,4 % осіб, у тому числі 43,1 % дітей у віці до 18 років та 9,7 % осіб у віці 65 років та старших.
Цивільне працевлаштоване населення становило 1756 осіб. Основні галузі зайнятості: освіта, охорона здоров'я та соціальна допомога — 20,6 %, виробництво — 18,2 %, роздрібна торгівля — 12,5 %, будівництво — 9,9 %.